# Ямар'є
45°01′ пн. ш. 15°44′ сх. д. / 45.01° пн. ш. 15.73° сх. д.
Ямар'є (хорв. Jamarje) — населений пункт у Хорватії, в Карловацькій жупанії у складі громади Раковиця.

## Населення
Населення за даними перепису 2011 року становило 0 осіб.
Динаміка чисельності населення поселення: